# Sven Uggla
Sven Eriksson Uggla, född 20 juni 1908 i Stockholm, död 4 oktober 1980 i Stockholm, var en svensk officer i Flygvapnet.

## Biografi
Uggla blev fänrik vid Svea livgarde (I 1) 1931 och underlöjtnant där 1933. Åren 1933–1934 studerade han vid Flygskolan i Ljungbyhed och befordrades till löjtnant i Flygvapnet 1935, till kapten 1940, till major 1945, till överstelöjtnant 1948 och till överste 1952.
Efter att Uggla övergick till Flygvapnet 1936, kom han att tjänstgöra vid Flygskolkåren (F 5) (senare Flygkrigsskolan) i olika befattningar åren 1936–1947. Bortsett åren 1940–1942 då han var divisionschef för 92. jaktflygdivisionen (Ivar Blå). Åren 1947–1951 tjänstgjorde han vid Svea flygflottilj. Och 1949 var han provflygare i England inför det svenska köpet av J 28 Vampire. Åren 1951–1952 var han chef för Flygkadettskolan (F 20). Åren 1952–1963 var han flottiljchef för Svea flygflottilj (F 8). Uggla blev den sista flottiljchefen vid F 8, då flottiljen omorganiserades till ett markförband 1963. Uggla avgick från aktiv stat 1963, men fortsatte sin tjänstgöring inom försvaret. Då han åren 1963–1964 tjänstgjorde i Korea, vid Neutrala nationernas övervakningskommission, hade han generalmajors grad. År 1972 var han lärare vid Militärhögskolan. Åren 1973–1974 tjänstgjorde han på staben vid Västmanlands flygflottilj (F 1).
Uggla gifte sig 1937 med Britte von Essen af Zellie, tillsammans fick de tre barn, Birgitta, Svante och Nils. Han är gravsatt i minneslunden på Djursholms begravningsplats.

## Utmärkelser
- Riddare av Svärdsorden, 1946.[2]
- Riddare av Vasaorden, 1948.[3]
- Kommendör av Svärdsorden, 6 juni 1956.[4]
- Kommendör av första klass av Svärdsorden, 4 juni 1960.[5]